# 王文华 (足球运动员)
王文华（1977年1月17日—），男，中国足球运动员，司职中场。目前担任中甲球队新疆天山雪豹助理教练。

## 简介
王文华是第一批赴巴西留学的健力宝青年队的成员，1998年健力宝回国解散后，他从原属的多人多俱乐部转会至武汉雅琪，之后连续在球队效力十年。2004年更是作为主力帮助武汉队升级中超。2008年，武汉俱乐部因为退赛被取消注册资格，王文华继续留在武汉，加盟了新成立的湖北绿茵，重新征战乙级联赛，并率领球队在当年取得联赛亚军升级中甲联赛。2010年中甲联赛第25轮，湖北绿茵与沈阳东进的比赛不仅是湖北队在该赛季最后一个主场比赛，同时也是王文华的挂靴之战。湖北体育局为感谢王文华对湖北足球的坚守和付出，特为这名功勋球员承办退役赛，也是迄今为止湖北足球第一个办退役赛的球员。
2012年，王文华在新组建的乙级联赛球队湖北华凯尔担任教练並復出兼任球员。2014年随队迁往新疆主场，并于2016年正式挂靴。